# Kristal Abazaj
Kristal Abazaj (Elbasan, 6 luglio 1996) è un calciatore albanese, centrocampista o attaccante del Drita.

## Carriera

### Club
Il 31 agosto 2016 viene acquistato a titolo definitivo dalla squadra albanese del Luftëtari. Il 5 gennaio 2018 viene acquistato a titolo definitivo per 200.000 euro dalla squadra albanese dello Skënderbeu.
Il 1º luglio 2018 viene acquistato a titolo definitivo dalla squadra belga dell'Anderlecht per 750.000 euro, con cui firma un contratto triennale con scadenza il 30 giugno 2021.

### Nazionale
Debutta con la maglia della nazionale albanese Under-21 il 12 giugno 2017 nella partita valida per le qualificazioni all'Europeo 2019, pareggiata per 0 a 0 contro l'Estonia Under-21.
Il 21 maggio 2018 riceve la sua prima convocazione dalla nazionale albanese per la partita amichevole contro il Kosovo del 29 maggio 2018.
Il 29 maggio 2018 fa il suo debutto ufficiale con la maglia dell'Albania nella partita amichevole giocata a Zurigo contro il Kosovo, partita poi terminata con una sconfitta in casa per 0 a 3, nella quale è subentrato nel secondo tempo.

## Statistiche

### Presenze e reti nei club
Statistiche aggiornate al 9 agosto 2024.
| Stagione            | Squadra             | Campionato          | Campionato | Campionato | Coppe nazionali | Coppe nazionali | Coppe nazionali | Coppe continentali | Coppe continentali | Coppe continentali | Altre coppe | Altre coppe | Altre coppe | Totale | Totale |
| Stagione            | Squadra             | Comp                | Pres       | Reti       | Comp            | Pres            | Reti            | Comp               | Pres               | Reti               | Comp        | Pres        | Reti        | Pres   | Reti   |
| ------------------- | ------------------- | ------------------- | ---------- | ---------- | --------------- | --------------- | --------------- | ------------------ | ------------------ | ------------------ | ----------- | ----------- | ----------- | ------ | ------ |
| 2015-2016           | Elbasani            | KP                  | 13         | 7          | CA              | 0               | 0               | -                  | -                  | -                  | -           | -           | -           | 13     | 7      |
| 2016-2017           | Luftëtari           | KS                  | 33         | 3          | CA              | 2               | 0               | -                  | -                  | -                  | -           | -           | -           | 35     | 3      |
| 2017-2018           | Luftëtari           | KS                  | 35         | 13         | CA              | 3               | 0               | -                  | -                  | -                  | -           | -           | -           | 38     | 13     |
| Totale Luftëtari    | Totale Luftëtari    | Totale Luftëtari    | 68         | 16         |                 | 5               | 0               |                    | -                  | -                  |             | -           | -           | 73     | 16     |
| 2018-feb. 2019      | Anderlecht          | PL                  | 1          | 0          | CB              | 0               | 0               | UEL                | -                  | -                  | -           | -           | -           | 1      | 0      |
| feb.-giu. 2019      | Osijek              | 1. HNL              | 9          | 1          | CC              | 0               | 0               | UEL                | -                  | -                  | -           | -           | -           | 9      | 1      |
| 2019-2020           | Kukësi              | KS                  | 34         | 10         | CA              | 4               | 0               | UEL                | -                  | -                  | SA          | -           | -           | 38     | 10     |
| 2020-2021           | İstanbulspor        | 1L                  | 28+2       | 4+0        | CT              | 0               | 0               | -                  | -                  | -                  | -           | -           | -           | 30     | 4      |
| 2021-2022           | İstanbulspor        | 1L                  | 5          | 0          | CT              | 0               | 0               | -                  | -                  | -                  | -           | -           | -           | 5      | 0      |
| 2022-gen. 2023      | İstanbulspor        | SL                  | 5          | 0          | CT              | 0               | 0               | -                  | -                  | -                  | -           | -           | -           | 5      | 0      |
| Totale Istanbulspor | Totale Istanbulspor | Totale Istanbulspor | 38+2       | 4+0        |                 | 0               | 0               |                    | -                  | -                  |             | -           | -           | 40     | 4      |
| gen.-giu. 2023      | Tirana              | KS                  | 14         | 4          | CA              | 1               | 0               | UCL+UECL           | -                  | -                  | SA          | -           | -           | 15     | 4      |
| 2023-2024           | Tirana              | KS                  | 36         | 11         | CA              | 5               | 0               | UECL               | 4                  | 0                  | -           | -           | -           | 45     | 11     |
| Totale Tirana       | Totale Tirana       | Totale Tirana       | 50         | 15         |                 | 6               | 0               |                    | 4                  | 0                  |             | 0           | 0           | 60     | 15     |
| 2024-2025           | Keçiörengücü        | 1L                  | 1          | 0          | CT              | 0               | 0               | -                  | -                  | -                  | -           | -           | -           | 1      | 0      |
| Totale carriera     | Totale carriera     | Totale carriera     | 214+2      | 53+0       |                 | 15              | 0               |                    | 4                  | 0                  |             | 0           | 0           | 235    | 53     |

### Cronologia presenze e reti in nazionale
| Cronologia completa delle presenze e delle reti in nazionale ― Albania | Cronologia completa delle presenze e delle reti in nazionale ― Albania | Cronologia completa delle presenze e delle reti in nazionale ― Albania | Cronologia completa delle presenze e delle reti in nazionale ― Albania | Cronologia completa delle presenze e delle reti in nazionale ― Albania | Cronologia completa delle presenze e delle reti in nazionale ― Albania | Cronologia completa delle presenze e delle reti in nazionale ― Albania | Cronologia completa delle presenze e delle reti in nazionale ― Albania |
| Data                                                                   | Città                                                                  | In casa                                                                | Risultato                                                              | Ospiti                                                                 | Competizione                                                           | Reti                                                                   | Note                                                                   |
| ---------------------------------------------------------------------- | ---------------------------------------------------------------------- | ---------------------------------------------------------------------- | ---------------------------------------------------------------------- | ---------------------------------------------------------------------- | ---------------------------------------------------------------------- | ---------------------------------------------------------------------- | ---------------------------------------------------------------------- |
| 29-5-2018                                                              | Zurigo                                                                 | Albania                                                                | 0 – 3                                                                  | Kosovo                                                                 | Amichevole                                                             | -                                                                      | 69’                                                                    |
| 9-11-2022                                                              | Marbella                                                               | Qatar                                                                  | 1 – 0                                                                  | Albania                                                                | Amichevole                                                             | -                                                                      | 81’                                                                    |
| Totale                                                                 |                                                                        | Presenze (312º posto)                                                  | 2                                                                      |                                                                        | Reti                                                                   | 0                                                                      |                                                                        |

| Cronologia completa delle presenze e delle reti in nazionale ― Albania under 21 | Cronologia completa delle presenze e delle reti in nazionale ― Albania under 21 | Cronologia completa delle presenze e delle reti in nazionale ― Albania under 21 | Cronologia completa delle presenze e delle reti in nazionale ― Albania under 21 | Cronologia completa delle presenze e delle reti in nazionale ― Albania under 21 | Cronologia completa delle presenze e delle reti in nazionale ― Albania under 21 | Cronologia completa delle presenze e delle reti in nazionale ― Albania under 21 | Cronologia completa delle presenze e delle reti in nazionale ― Albania under 21 |
| Data                                                                            | Città                                                                           | In casa                                                                         | Risultato                                                                       | Ospiti                                                                          | Competizione                                                                    | Reti                                                                            | Note                                                                            |
| ------------------------------------------------------------------------------- | ------------------------------------------------------------------------------- | ------------------------------------------------------------------------------- | ------------------------------------------------------------------------------- | ------------------------------------------------------------------------------- | ------------------------------------------------------------------------------- | ------------------------------------------------------------------------------- | ------------------------------------------------------------------------------- |
| 25-3-2017                                                                       | Elbasan                                                                         | Albania under 21                                                                | 0 – 0                                                                           | Moldavia under 21                                                               | Amichevole                                                                      | -                                                                               | 66’                                                                             |
| 27-3-2017                                                                       | Tirana                                                                          | Albania under 21                                                                | 2 – 0                                                                           | Moldavia under 21                                                               | Amichevole                                                                      | 1                                                                               | 66’                                                                             |
| 5-6-2017                                                                        | Tirana                                                                          | Albania under 21                                                                | 0 – 3                                                                           | Francia under 21                                                                | Amichevole                                                                      | -                                                                               |                                                                                 |
| 12-6-2017                                                                       | Elbasan                                                                         | Albania under 21                                                                | 0 – 0                                                                           | Estonia under 21                                                                | Qual. Europeo Under-21 2019                                                     | -                                                                               | 86’                                                                             |
| 31-8-2017                                                                       | Lurgan                                                                          | Irlanda del Nord under 21                                                       | 1 – 0                                                                           | Albania under 21                                                                | Qual. Europeo Under-21 2019                                                     | -                                                                               | 64’                                                                             |
| 4-9-2017                                                                        | Reykjavík                                                                       | Islanda under 21                                                                | 2 – 3                                                                           | Albania under 21                                                                | Qual. Europeo Under-21 2019                                                     | 2                                                                               | 77’                                                                             |
| 10-10-2017                                                                      | Elbasan                                                                         | Albania under 21                                                                | 0 – 0                                                                           | Islanda under 21                                                                | Qual. Europeo Under-21 2019                                                     | -                                                                               |                                                                                 |
| 10-11-2017                                                                      | Tirana                                                                          | Albania under 21                                                                | 1 – 1                                                                           | Irlanda del Nord under 21                                                       | Qual. Europeo Under-21 2019                                                     | -                                                                               |                                                                                 |
| 6-9-2018                                                                        | Cordova                                                                         | Spagna under 21                                                                 | 3 – 0                                                                           | Albania under 21                                                                | Qual. Europeo Under-21 2019                                                     | -                                                                               |                                                                                 |
| 11-9-2018                                                                       | Cagliari                                                                        | Italia under 21                                                                 | 3 – 1                                                                           | Albania under 21                                                                | Amichevole                                                                      | -                                                                               | 46’                                                                             |
| Totale                                                                          |                                                                                 | Presenze                                                                        | 10                                                                              |                                                                                 | Reti                                                                            | 3                                                                               |                                                                                 |